# Sonja Finck
Sonja Ulrike Finck (* 1978 in Moers) ist eine deutsch-kanadische literarische Übersetzerin und gelernte Artistin.

## Leben und Werk

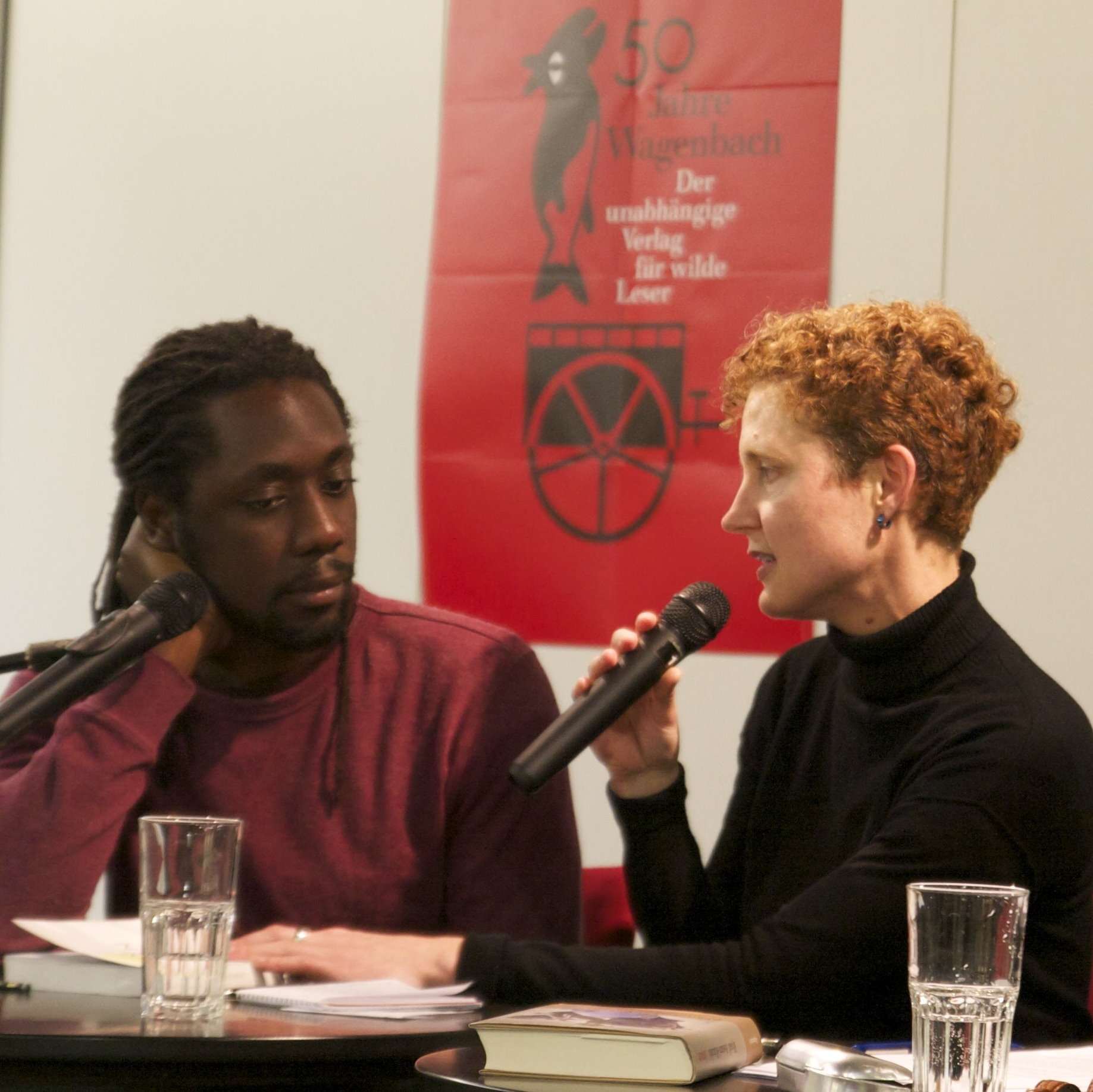
Sonja Finck mit dem Autor Ryad Assani-Razaki im Heine Haus Düsseldorf bei einer Lesung aus Iman am 19. März 2014

Sonja Finck ließ sich zunächst an der Zirkusschule „Le Lido“ in Toulouse zur Artistin ausbilden und finanzierte sich zwischen 1998 und 2004 als Jongleurin das Studium für literarisches Übersetzen an der Heinrich-Heine-Universität Düsseldorf. Seit 2004 arbeitet Finck als freie Übersetzerin von Romanen, Erzählungen, Theaterstücken, Dokumentarfilmen und wissenschaftlichen Texten und überträgt aus dem Französischen, Englischen und Spanischen ins Deutsche.
Schon in ihrer Diplomarbeit über Assia Djebar erörterte Sonja Finck die Übersetzung kritisch als eine oft angestrebte „Unsichtbarkeit“ und „Transparenz“ zwischen Originaltext und Rezeption, da die Ebene des Übersetzens zumeist eher unbemerkt bleiben solle. Ohne dieses vorherrschende Prinzip völlig verwerfen zu wollen, sei es jedoch wünschenswert, dass es „zugunsten eines differenzierten Modells aufgegeben“ werde, in dem die „Vermittlungsinstanz“ der Übersetzung deutlicher als eine solche erkannt werde. In diesem Sinn wiederholte Finck in einem Interview mit der Zeitung Der Freitag anlässlich der Übersetzung von Les Années von Annie Ernaux, sie versuche als Übersetzerin des Buches gewissermaßen „Annie Ernaux in der Stimme von Sonja Finck“ zu sein.
Der Ansatz, das Prinzip der „Unsichtbarkeit“ der Übersetzenden selbst durch Sichtbarkeit zu differenzieren, wurde von Finck seit 2005 regelmäßig durch – sonst eher für Autoren typische – Lesungen und durch Moderationen von Podiumsdiskussionen bekräftigt, zum Beispiel auf der Frankfurter Buchmesse, dem „Fest des jüdischen Buches“ in der Synagoge Duisburg oder dem Internationalen Literaturfestival Berlin.
Für die Übersetzung des Romans Fever von Leslie Kaplan erhielt sie im Jahr 2006 den André-Gide-Preis. In ihrer Dankesrede wies sie darauf hin, dass sie für diese Arbeit von keinem Verlag beauftragt worden sei: „Ich habe mir diesen Text selbst ausgesucht, was in unserem Métier selten vorkommt. Und ich habe feststellen können, dass man nie besser übersetzt, als wenn man zum Text echte Verwandtschaft verspürt.“
Finck unterzeichnete im Juni 2007 die Solidaritätserklärung von Navid Kermani und Michael Kleeberg für Salman Rushdie, der erneut bedroht worden war: …die Freiheit der Kunst (ist) ein nicht verhandelbares Gut.
Zwischen 2009 und 2013 erarbeitete Finck die Übersetzungen für Untertitel, Voiceover- und Voiceoff-Fassungen mehrerer Dokumentarfilme des Fernsehsenders Arte.
Für das Jugendbuch Der Geruch von Häusern anderer Leute wurde sie 2017 gemeinsam mit der Autorin Bonnie-Sue Hitchcock mit dem Deutschen Jugendliteraturpreis ausgezeichnet.
Denis Scheck bezeichnete Fincks neue Übersetzung von Annie Ernaux’ Der Platz als „brillant übersetzt“. Der Suhrkamp-Verlag teilte im August 2020 einem Pressedienst mit, dass von den Ernaux-Übersetzungen Fincks bislang 150.000 Bücher verkauft wurden, dazu kommen noch CDs mit Lesungen oder die Bearbeitungen als Hörspiel.
Die Jury des Eugen-Helmlé-Preises 2019 hob Fincks „intensive Auseinandersetzungen mit Werk und Autor“ hervor. „Die Arbeit von Sonja Finck endet nicht mit der Rekreation eines Textes in einer anderen Sprache. Sie lädt auf ihre Art dazu ein, an den großen Debatten und aktuellen Fragen unserer Gegenwart teilzuhaben.“
Im Jahr 2021 wurden Finck und ihr Kollege Frank Heibert für die Übersetzung von Louis-Karl Picard-Siouis Kurzgeschichtenband Der große Absturz. Stories aus Kitchike für den Preis der Leipziger Buchmesse nominiert.
Sonja Finck lebt in Berlin und im kanadischen Gatineau. Sie ist Mitglied in der Literary Translators’ Association of Canada und im Verband deutschsprachiger Übersetzer literarischer und wissenschaftlicher Werke, dessen Veranstaltungen zum Internationalen Übersetzertag (auch „Hieronymustag“ genannt) sie mitorganisiert.

## Übersetzungen

### Aus dem Französischen
Romane
- Jocelyne Saucier: Was Dir bleibt. Insel, 2020.
- mit Frank Weigand: Jocelyne Saucier: Niemals ohne sie. Insel, 2019.
- Annie Ernaux: Die Scham. Suhrkamp, 2020.
- Annie Ernaux: Der Platz. Suhrkamp, 2019.
- Annie Ernaux: Erinnerung eines Mädchens. Suhrkamp, 2018.[11]
- Annie Ernaux: Die Jahre. Suhrkamp, 2017.[12]
- Annie Ernaux: Eine Frau. Suhrkamp, 2019, OCLC 1096294495.
- Annie Ernaux: Eine Leidenschaft, Suhrkamp, Berlin 2024, ISBN 978-3-518-22553-0.
- Mathias Malzieu: Ich liebe das Leben viel zu sehr. carl’s books, 2017.
- Sylvain Coher: Nordnordwest. DTV, 2017.
- Jocelyne Saucier: Ein Leben mehr. Insel, 2015.[12]
- Jean-Paul Didierlaurent: Die Sehnsucht des Vorlesers. DTV, 2015.
- Mathias Malzieu: Der kleinste Kuss der Welt. carl’s books, 2015.
- Wajdi Mouawad: Anima. DTV, München 2014.[12]
- Ryad Assani-Razaki: Iman. Wagenbach, 2014.[12]
- Philippe Delerm: Vorsicht, der Teller ist heiß! Phrasen für alle Lebenslagen. persona verlag, 2013.
- Mathias Malzieu: Metamorphose am Rande des Himmels. carl’s books, 2013.
- Kamel Daoud: Minotaurus 504. persona, 2012.
- Maxime Chattam: Der Herr des Nebels (gemeinsam mit Maximilian Stadler). Droemer, 2012.
- Mathias Malzieu: Die Mechanik des Herzens. carl’s books, 2012; als DAISY-Hörbuch: OCLC 1078404423.[13]
- Pierre Grimbert: Die Magier, Die Krieger, Die Götter (13 Bände, davon einige gemeinsam mit Nadine Püschel, Andreas Jandl und Bettina Arlt). Heyne, 2008–2012.
- Frédéric Chaudière: Die Geschichte einer Stradivari. Wagenbach, 2007.[12]
- Leslie Kaplan: Fever. Berlin Verlag, 2006; btv, Berlin 2008, OCLC 214359425.
- Régis de Sá Moreira: Joseph & Clara. Droemer Knaur, 2006.

Erzählungen und Kurzgeschichten
- gemeinsam mit Frank Heibert: Louis-Karl Picard-Sioui: Der große Absturz. Stories aus Kitchike. Secession Verlag für Literatur, Zürich 2020, ISBN 978-3-906910-95-6.
- Naomi Fontaine: Nutshimit. Sinn und Form, 42, 5, September–Oktober 2020 Leseprobe S. 636–646, online S. 636–639[14]
- Naomi Fontaine: Tshinanu. In Jennifer Dummer (Hrsg.): Pareil, mais différent – Genauso, nur anders. Frankokanadische Erzählungen. Zweisprachig. dtv, München 2020, S. 92–109.
- Naomi Fontaine: Neka. In Amun. Novellen. Hrsg.: Michel Jean. Wieser. Klagenfurt 2020, S. 70–79, Übers. zus. mit Michael von Killisch-Horn[15]
- Louis-Karl Picard-Sioui: Hannibalo-God-Mozilla gegen die große kosmische Leere. In Amun. Novellen. Hg. Michel Jean. Wieser, Klagenfurt 2020, S. 43–59. Übers. zus. mit Michael von Killisch-Horn und Frank Heibert
- Kamel Daoud: Der Araber und das weite Land O (L’arabe et le vaste Pays Ô). In: die horen. 267, 62. Jg. 2017, ISBN 978-3-8353-3121-1, S. 85–90.
- Léonora Miano: Der Preis des Traums (Le Prix du rêve). In: die horen. Band 267, 62. Jg., 2017, ISBN 978-3-8353-3121-1, S. 74–84.
- Ryad Assani-Razaki: Olaosanmi. In: L’amour toujours – toujours l’amour? Hrsg. Annette Wassermann. Wagenbach Verlag, 2017.
- Christine Montalbetti: Die Eskapade (L’escapade), zur Ausstellung beautifuldays von Jean-Marc Bustamante. Kunsthaus Bregenz, 2006.[16]

Theaterstücke
- Annick Lefebvre: Stacheldraht. (Les barbelés, 2017) In Neue französischsprachige Theaterstücke. (= Scène, 22). Berlin 2020, ISBN 978-3-95749-300-2, S. 51–75
- Florence Minder: Saison 1. (Season One) In Neue französische Theaterstücke (= Scène, 21) Berlin 2019 (mit Frank Weigand)
- Catherine Léger: Babysitter. In Neue französische Theaterstücke (= Scène, 20) Hrsg. Leyla-Claire Rabih, Frank Weigand. Theater der Zeit, Berlin 2017
- Léonora Miano: Das Grab. In Neue französische Theaterstücke (= Scène, 19) Theater der Zeit, Berlin 2016, ISBN 978-3-95749-082-7.
- Olivier Sylvestre: Das Gesetz der Schwerkraft. (La loi de la gravité) – „Festival Primeur für frankophone Gegenwartsdramatik“, Saarländisches Staatstheater, 25. November 2016, Theaterstückverlag Wimmer, München[17][18]

Sachbücher
- Alain Montandon: Der Kuß. Eine kleine Kulturgeschichte. (Le Baiser. Le corps au bord des lèvres) Wagenbach, Berlin 2006[19]
- mit Nathalie Mälzer-Semlinger: Jean-Noël Jeanneney, Googles Herausforderung. Für eine europäische Bibliothek. Wagenbachs andere Taschenbücher, WAT, Berlin 2006
- Didier Eribon: Eine Arbeiterin. Leben, Alter und Sterben (Vie, vieillesse et mort d’une femme du peuple), suhrkamp, Berlin 2024.

### Aus dem Englischen
- Chinelo Okparanta: Unter den Udala Bäumen. Das Wunderhorn, 2018 (zusammen mit Maria Hummitzsch)
- Robin Roe: Der Koffer. Königskinder, 2017[12]
- Bonnie-Sue Hitchcock: Der Geruch von Häusern anderer Leute. Königskinder Verlag, Hamburg 2016
- John Boyne: Die Geschichte der Einsamkeit. Piper, 2015[12]
- John Boyne: Haus der Geister. Piper, München 2014[12]
- David Edmonds, John Eidinow: Rousseaus Hund. Zwei Philosophen, ein Streit und das Ende aller Vernunft. DVA, 2008
- Anne Seale: Heißes Erbe. Argument mit Ariadne, Hamburg 2007
- Katherine V. Forrest: Vollrausch. Argument mit Ariadne, 2005
- Val McDermid: Die Geiselnahme. Argument mit Ariadne, 2003

Sachbücher
- Cosima von Bonin: The fatigue empire. Begleitbuch zur Ausstellung, Kunsthaus Bregenz 2010, OCLC 845800439 (deutsch/englisch)
- Lothar Baumgarten: Seven sounds, seven circles. Begleitbuch zur Ausstellung, Kunsthaus Bregenz, 2009, OCLC 1085539809 (zweisprachig)
- mit Ralf Schauff: Roni Horn: well and truly. Hrsg. Yilmaz Dziewior. Ausstellungskatalog. Kunsthaus Bregenz, 2010, ISBN 978-3-86560-816-1
- mit Janet Keim: Gayatri Chakravorty Spivak: Righting Wrongs – Unrecht richten. Diaphanes, 2008

### Aus dem Spanischen
- Ramón Trigo: Casa vacía – Das leere Haus. Internationales Literaturfestival Berlin 2010
- Ramón Trigo: Las bombillas que se encienden y se apagan – Glühbirnen. Internationales Literaturfestival Berlin 2010
- Ana Maria Machado: Niña bonita – Schönes schwarzes Mädchen. Internationales Literaturfestival Berlin 2009
- Susana Guzner: Unberechenbare Geometrie der Liebe. Daphne Verlag, 2005

### Dokumentarfilme (Untertitel, Voice-over und Voice-off)
- Serge Bromberg, Eric Long: Charlie Chaplin, wie alles begann. Ein Tramp erobert die Welt. Frankreich 2013, 60 Min.
- Sylvain Bergere: Ungarn erzählt von … Péter Esterházy und Péter Nádas. Frankreich 2013, 53 Min.
- Jean-Jacques Lebel, Yavier Villet: Beat Generation: Jack Kerouac, Allen Ginsberg, William S. Burroughs. Frankreich 2013, 55 Min.
- Reiner Holzemer: Alles kommt aus dem Schwarz und verliert sich im Weiß. Deutschland 2012, 54 Min.
- Stephanie Lamorre: L.A. – Gang de femmes – Die Mädchenbanden von L.A. Frankreich 2012, 84 Min.
- Patric Jean: La domination masculine – die männliche Herrschaft. Frankreich 2009, 103 Min.
- Reiner Holzemer: Juergen Teller. Deutschland 2011, 43 Min.
- Delphine Dhilly: Les Gars et les Filles – Les Lovers / Jungs und Mädels – Die Lover. Frankreich 2011, 49 Min.
- Pascal Vasselin: Prochain Arrêt: Montréal / Nächster Halt: Montreal (fünf Episoden). Frankreich 2011, 5 × 26 Min.
- Béatrice Bakhti: Romans d’ados – Jugendgeschichten (in vier Teilen). Schweiz 2010, 1. Teil 97 Min., 2. Teil 104 Min., 3. und 4. Teil 98 Min.
- Rémy Huberdeau: Transforming Family / Familie transformieren. Kanada 2012, 10 Min. (in Französisch auf Vimeo)
- Marie-Pierre Grenier: Je les aime encore / I still love them. Kanada 2010, 13 Min. (zusammen mit Isabelle Mercier)

## Essays
- „Ihr Auftritt, bitte!“ Lesetraining in Wolfenbüttel. In: Übersetzen. 52. Jg., 1, 2018, S. 8 f. (zsue.de [PDF; 2,2 MB; Seminarbericht über Lesungen bei öffentlichen Auftritten]).
- New Spanish Books – Libros de España. Darstellung des Romans El estatus von Alberto Olmos (* 1975) (in Deutsch).
- mit Claudia Hamm: Selbstfiktion, Fremdfiktion und die Löcher im Text. In: Sprache im technischen Zeitalter. SpritZ, 230, Juni 2019, S. 159–171 (Gespräch über Annie Ernaux, Emmanuel Carrère).

## Auszeichnungen
- 2005: Stipendiatin des deutsch-französischen Georges-Arthur Goldschmidt-Programms für junge Literaturübersetzer[20]
- 2006: André-Gide-Preis für Fever von Leslie Kaplan[21][22]
- 2017: Deutscher Jugendliteraturpreis für Der Geruch von Häusern anderer Leute mit der Autorin Bonnie-Sue Hitchcock[23]
- 2019: Eugen-Helmlé-Übersetzerpreis[24]